# Tjustleden

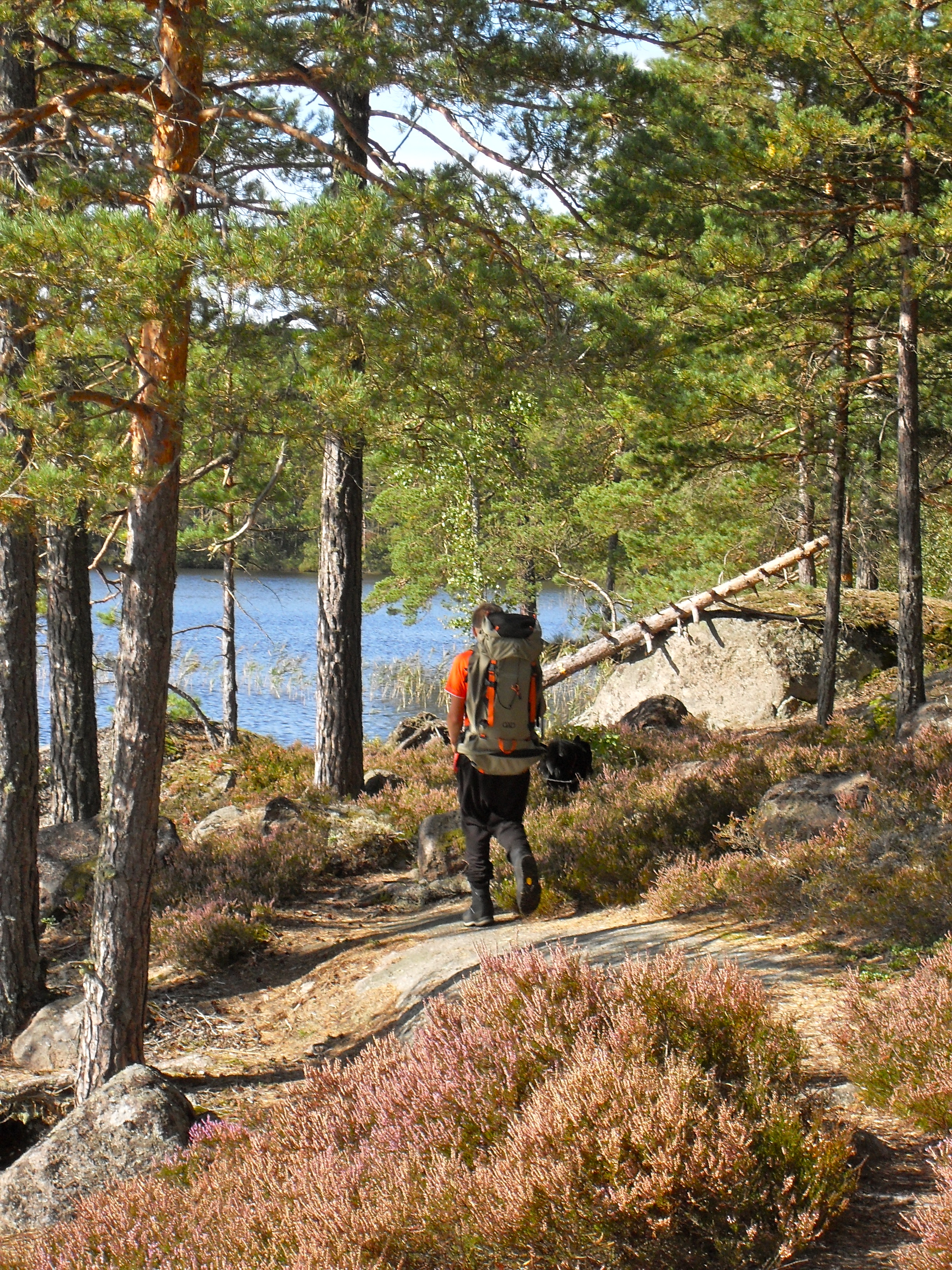

De Tjustleden is een langeafstandswandelpad in  Småland in Zweden. De naam Tjust komt van een voormalig Vikingenrijk, dat grotendeels samenvalt met de gemeente Västervik.
Het bewegwijzerde pad is ongeveer 210 kilometer lang en loopt van  Mörtfors in de provincie Kalmar län naar Falerum in Östergötlands län. De route bestaat uit negen etappes.